# 龔翔麟
龔翔麟（1658年—1733年），字天石，號蘅圃，又號稼村，晚號田居，浙江杭州府仁和縣人，清朝政治人物、詞人、藏書家。

## 生平
龔隹育之子。康熙二十年（1681年）辛酉科順天鄉試副榜，入國子監。授工部主事，三十三年（1694年）升陝西道監察御史。三十四年（1695年）趙良棟屢次上疏爭論平定三藩之亂戰功，稱其戰功被明珠等隱瞞，態度粗暴，被龔翔麟論劾“大不敬，宜坐斬”，獲康熙帝寬宥，僅命其返回寧夏衛。龔翔麟為官十餘年，有敢言之稱，致仕歸里，晚景蕭然，“貧至不能舉火，蕭然不改恆度”，雍正十一年（1733年）卒於家。
工於詞，與沈岸登、朱彝尊、李良年、李符、沈皞日合稱“浙西六家”。著有《紅藕莊詞》三卷、《田居詩稿》十卷等。

## 延伸阅读
[在维基数据编辑]
 《清史稿·卷282》，出自趙爾巽《清史稿》